# بيني فيناو
بيني فيناو ليسوبولاميليبانوني (بالإنجليزية: Peni Finau Lesubulamailepanoni)‏ (مواليد 5 أغسطس 1981) لاعب كرة قدم فيجي دولي يجيد اللعب في خط الدفاع . يلعب حاليا لصالح نادي يونغهارت ماناواتو النيوزيلندي منذ 2007 .

## روابط خارجية
- بيني فيناو على موقع قاعدة بيانات كرة القدم.إي يو (الإنجليزية)
- بيني فيناو على موقع ناشيونال فوتبول تيمز (الإنجليزية)
- بيني فيناو على موقع كووورة